# Ferdinand Jakob Baier

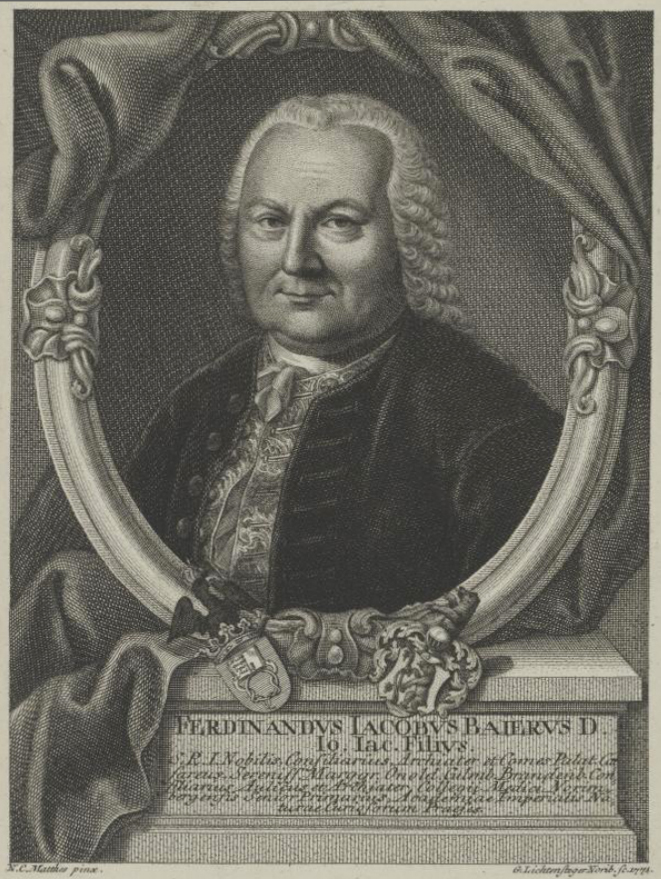
Ferdinand Jakob Baier, 1771. (Kupferstich/Radierung von Georg Lichtensteger, 1700–1781)

Ferdinand Jakob Baier (* 13. Februar 1707 in Altdorf bei Nürnberg; † 23. Oktober 1788 in Ansbach) war ein deutscher Mediziner.

## Leben
Baier,  Sohn des Arztes Johann Jakob Baier, absolvierte sein Medizinstudium in Weimar, Altdorf bei Nürnberg und Würzburg. In Nürnberg wurde er 1730 am dortigen Collegium medicum promoviert. Baier wirkte von 1730 bis 1773 in Nürnberg, ab 1750 als Decan des Collegiums. Er wurde am 13. September 1732 Mitglied (Matrikel-Nr. 437) der Leopoldina und 1770 als Nachfolger Andreas Elias Büchners siebter Präsident der Gelehrtengesellschaft. Sein Akademiename war Eugenianus II., sein Vater, der das Amt des Akademiepräsidenten von 1730 bis 1735 innegehabt hatte, hatte sich Eugenianus I. genannt. Nach Baiers Tod 1788 wurde Heinrich Friedrich Delius Präsident.

## Schriften
- Ioannis Iacobi Baieri monumenta rerum petrificatarum praecipua oryctographiae noricae supplementi loco iungenda interprete filio Ferdinando Iacobo Baiero. Nürnberg 1757
- mit Johann Georg Krünitz (Übersetzer): Herrn D. Ferdinand Jacob Baiers, jetzigen hochansehnlichen Präsidenten der kayserlichen Akademie der Naturforscher, Beschreibung einer physikalischen Reise, welche er im Jahre 1765 in einige Gegenden von Franken, und in die Oberpfalz gethan hat. In: Neues Hamburgisches Magazin, 10. Band, 58. Stück, 1771, S. 313–345 (Digitalisat)